# كالفين بوريل
كالفين بوريل (بالإنجليزية: Calvin Borel)‏ هو فارس أمريكي، ولد في 7 نوفمبر 1966 في مقاطعة سانت مارتن في الولايات المتحدة.

## وصلات خارجية
- كالفين بوريل على موقع إن إن دي بي (الإنجليزية)